# Gymnostachyum sinense
Gymnostachyum sinense là một loài thực vật có hoa trong họ Ô rô. Loài này được (H.S.Lo) H.Chu mô tả khoa học đầu tiên năm 1991.